# 比比亚纳
比比亚纳（意大利语：Bibiana），是意大利皮埃蒙特大区都灵省的一个市镇。人口3399(2010年12月31日)。